# Шато Шерви
Шато Шерви (фр. Château-Chervix) насеље је и општина у централној Француској у региону Лимузен, у департману Горња Вијена која припада префектури Лимож.
По подацима из 2011. године у општини је живело 788 становника, а густина насељености је износила 15,44 становника/km². Општина се простире на површини од 51,05 km². Налази се на средњој надморској висини од 400 метара (максималној 534 m, а минималној 313 m).

## Демографија
| 1962. | 1968. | 1975. | 1982. | 1990. | 1999. | 2011. |
| ----- | ----- | ----- | ----- | ----- | ----- | ----- |
| 965   | 1.073 | 1.019 | 909   | 801   | 710   | 788   |

График промене броја становника у току последњих година